# Yun Jong-rin
Yun Jong-rin (윤정린?, Yun Jong-rinLR; 1938) è un generale nordcoreano.

## Carriera
Non sappiamo nulla sulla giovinezza di Jong-rin. Venne citato per la prima volta dal Rodong Sinmun nell'ottobre 1985, quando era ancora tenente generale. Nell'ottobre 1995, venne promosso a Daejang e, nell'aprile 2010, ottenne la nomina di comandante del Comando della guardia suprema, il corpo militare dedito a proteggere la dinastia Kim e i più alti membri del Partito del lavoro di Corea.
Sempre nel 2010, venne nominato membro del Comitato centrale del Partito del Lavoro di Corea dal leader Kim Jong-il.